# 三星Galaxy J3 Pro
Samsung Galaxy J3 Pro是由韩国三星電子製造的一款入門級Android智慧型手機，2017年8月於台灣上市。它搭載Android 7.0 Nougat作業系統（可升級至9Pie），配備Exynos 7570四核心處理器、2 GB記憶體和16 GB儲存空間，支援4G雙卡雙待，電池容量則為2400mAh。

## 主要規格
- 後置鏡頭：1300萬畫素
- 前置鏡頭：500萬畫素
- 記憶體：2GB
- 容量：16GB
- 電池：2400mAh固定式
- 處理器：Exynos 7570 1.4Ghz，四核心
- 作業系統：Android 7.0 Nougat（2019/8/14釋出Pie 9.0+ One Ui更新）
- 重量：142克
- 螢幕：5吋1280×720 PLS
- 其他：不支援指紋辨識和NFC